# المستقبل الرياضي برجيش
المستقبل الرياضي برجيش هو فريق كرة قدم تونسي تأسس عام 1980 في مدينة الرجيش، ولاية المهدية صعد هذا الفريق إلى  الرابطة التونسية المحترفة الأولى لكرة القدم في موسم 2019–20.

## الرؤساء
محمد علي العروي الرئيس الحالي الفريق

## المدربين
رياض الجلاصي المدرب الحالي الفريق

## الملعب
الملعب البلدي برجيش

## وصلات خارجية
- صفحة المستقبل الرياضي برجيش على موقع كوووة.
- الموقع الرسمي للجامعة التونسية لكرة القدم.